# Tecnam P-Mentor
Le Tecnam P-mentor est un avion léger italien , destiné à l'entraînement en vol , conçu et produit par Tecnam Casoria.La conception aura d'abord été présentée publiquement à l'Aero Friedrichshafen en 2022. Il aura été introduit en avril 2022 et est certifié de type en Europe.

## Design et développement
Cet avion a été conçu conformément à la réglementation Easa CS-23 de l'Agence européenne de la sécurité aérienne pour les avions légers certifiés. Il a reçu la certification le 7 avril 2022.
La conception comprend un cockpit fermé à deux places dans une verrière à bulles, un train d'atterrissage à tricycle fixe avec carénage de roue et un seul moteur dans la configuration tracteur, entraînant une Hélice à pas variable bipale.
L'aile de l'avion est alliage léger avec un bord d'attaque en polymère renforcé de fibre de carbone. L'aile a une envergure de 9,0 m et est équipée de volets à fentes et d'ailerons. Le moteur employé est un Rotax 912isc de 75 kW à quatre temps, certifié.
La conception utilise une nouvelle aile trapézoïdale avec un profil aérodynamique laminaire. Celle-ci répond aux exigences de la certification EASA CS-23 concernant les manœuvres à basse vitesse et le décrochage sans parachute balistique.

## Caractéristiques
Caractéristiques générales
- Équipage: un
- Capacité: un passager
- Longueur: 6,74 m
- Envergure: 9,00 m
- Hauteur: 2,50 m
- Poids vide: 430 kg
- Poids brut: 720 kg
- Capacité de carburant: 130 litres
- Moteur : 1 × Rotax 912isc à quatre cylindres, liquide et refroidi par air, moteur d'avions à quatre temps , 75 kW (101 ch)

Performance
- Vitesse de croisière: 217 km/h
- Vitesse de décrochage: 81 km/h
- Plage: 1 350 km
- Plafond de service: 4 000 m

Avionique
- Affichage de vol Garmin G3X
- Instrument de sauvegarde Garmin GI275
- Automatique Garmin GFC 500